# ニュース きん5時
『ニュース きん5時』（ニュース きんごじ）は、2021年3月5日から2024年3月8日までNHK総合で金曜日の夕方に生放送されたNHK大阪放送局制作の報道番組・情報番組である。

## 概要
これまでの『ニュース シブ5時』の金曜日の放送枠を引き継ぎ、新たにNHK大阪放送局制作のニュース情報番組として放送を開始した。
当番組では、東京・渋谷のNHK放送センターのバックアップ機能を持つNHK大阪放送局から金曜日に起こった最新のニュースに加え、各地のニュースや情報などを伝える大阪発の新感覚ニュース情報番組であった。
2021年3月18日限りで『ごごナマ』が終了したため、大阪放送局制作枠を事実上引き継ぐことになった。
なお、この時間帯にNHK大阪放送局から放送された番組は『ゆうどき 関西発』以来であった。
キャスターとして、渋谷・東京アナウンス室から大阪放送局に異動した武田真一と石橋亜紗が担当したが、武田が2022年度限りでNHKを退職したため、2023年3月30日まで『ニュースLIVE! ゆう5時』を担当した高瀬耕造が2023年度のキャスターに就任した。
2021年3月5日の16時50分 - 17時57分にパイロット版として生放送し、キャスターの武田と石橋（出演当時は共に東京アナウンス室）、ニュースリーダーの栗原望（16時50分台・東京アナウンス室）と三條雅幸（17時30分台・東京アナウンス室）、気象予報士の塩見泰子が出演した。
タイトルの「きん5時」の「きん」は、「金曜日」・「近畿」・「金メダル級」を意味しており、冒頭挨拶でも「金曜 近畿からの5時」とその旨が説明された。
『ニュース シブ5時』については『ニュースLIVE! ゆう5時』の開始に伴い、2022年3月31日限りで終了した。
一方、当番組は継続したが『ニュースLIVE! ゆう5時』と放送時間を統一させるため、2022年4月8日から10分短縮となった。
2024年1月1日に発生した令和6年能登半島地震に伴い、同月12日からはNHK金沢放送局の内容をBS103チャンネル（旧NHK BSプレミアム）でも『総合テレビ（石川県内）同時放送』として地上波と同一時間帯でサイマル放送された。

## 番組の終焉
2月14日に行われた2024年度編成発表の場で、4月1日から平日15時10分 - 17時57分に、新情報番組『午後LIVE ニュースーン』を開始することが発表された。
当番組は、大相撲春場所の取組や第96回選抜高等学校野球大会の日程の関係上、2024年3月8日が最終回となり、NHK大阪放送局制作枠は、13時5分 - 14時50分に拡大された『列島ニュース』に集約された。
なお『列島ニュース』には高瀬が2023年度から週1回出演しているが、2024年度も続投している。また、当番組のコメンテーターや代理MCで多く出演した高橋沙織（アルミカン）が「ご当地中継」で関西地区から中継される際のレポーターとして準レギュラー出演している。

## 休止等
- 祝日・年末年始や大相撲・高校野球[注 6]などのスポーツ中継時は休止。なお、大相撲・高校野球期間中は祝日を除き、17時前後の3分間程度『ゆう5時ニュース』と称し、東京のニュースセンターからのスポットニュースが放送された[注 7]。
- 国会中継放送対象質疑[注 8]が17時以降まで延長した場合は、途中からの繰り下げ短縮放送となった（#放送時間短縮の事例を参照）。
- 2022年4月1日までの18時 - 18時10分は、前述の大相撲・高校野球期間と同様、東京のニュースセンターから『NHKニュース』を放送したが、同年4月8日からの18時台は、関東地方では『首都圏ネットワーク』、近畿ブロックでは『ほっと関西』、2023年4月7日からの北海道ブロックでは『ほっとニュース北海道』をそれぞれ放送。他の地域では東京・放送センターからの裏送りで『NHKニュース』が放送された[注 9]。

### 番組休止の事例
※祝日・年末年始や大相撲・高校野球によるものは除く。
- 2021年4月9日：『第97回競泳日本選手権』のため[22]。
- 2021年7月9日 - 9月3日：『大相撲名古屋場所』『2020年東京オリンピック』『第103回全国高等学校野球選手権大会』『2020年東京パラリンピック』とスポーツ中継が相次いだため[23][注 10]。
- 2021年11月12日：『NHK杯フィギュア』のため[24]。
- 2022年2月18日：『北京オリンピック』のため[25]。
- 2022年2月25日：国会中継（第208回国会 参議院予算委員会 令和4年度予算案基本的質疑）が18時（散会は18時53分）まで行われたため[26]。
- 2022年7月8日：安倍晋三銃撃事件関連による報道特別体制のため[27]。
- 2023年4月7日：『第99回競泳日本選手権』のため[28]。

### 放送時間短縮の事例
※全て国会中継によるもの（国会中継以外で短縮放送となった事例はない）。
- 2022年6月3日：第208回国会 参議院予算委員会[29]の延長（散会は17時7分）のため17時8分開始[30][31]。
- 2023年10月27日：第212回国会 衆議院予算委員会[32]の延長（散会は17時3分）のため17時4分開始[33][34]。
- 2024年2月9日：第213回国会 衆議院予算委員会[35]の延長（散会は17時4分）のため17時6分開始[36][37]。
- 2024年3月1日：17時6分 - 18時30分に、第213回国会 衆議院政治倫理審査会 自民党政治資金パーティー裏金問題事情聴取が放送されたため、当番組は僅か6分間で打ち切り。また『首都圏ネットワーク』などの地域情報番組は18時30分開始の短縮放送となった[38][39][40]。
- 2024年3月8日（最終回）：第213回国会 参議院予算委員会 自民党政治資金パーティー裏金問題等集中審議の延長（17時10分散会）のため17時12分開始[41][42]。

## 主なコーナー
基本的には、冒頭のニュース終了後に以下のコーナーを放送。なお、短縮放送（上述）の場合は、コーナーを1 - 2個減らすなどの対応が取られた。
IPPOU
- 前半ニュース後の最初のコーナーで、おおむね毎週放送された。
- 石橋が、東京とは違う独自の視点の記事を扱う「IPPOU新聞」の新聞配達員に扮し、地方ならではの話題や身近な社会問題を紹介した。

KINGOZIN きん5時で見つけたスゴイ人 → キンゴジン
- 番組最後のコーナーで、おおむね毎週放送された。
- 地方で活躍するスゴイ人、名付けて「KINGOZIN」（きん5じん、キンゴジン）を紹介するコーナー。週によっては、他の後半コーナーを中止し、2名取り上げることもあった。これまで、関西地区の人物のみが紹介された。
- 2022年7月から数か月間、当コーナーで過去に取り上げたKINGOZINを紹介した5分間のミニ番組『わが町の偉人File"KINGOZIN"』が全国で不定期放送された（この番組のナレーションは武田が担当）。
- 2023年4月14日から、タイトルがカタカナの「キンゴジン」に変更された。

夕顔 金曜午後5時の主婦たち → 夕顔 金曜午後5時のドラマ
もやドラ
- 金原早苗・酒井藍・川畑泰史などの吉本新喜劇出演者が出演する5分程度のミニドラマで、おおむね月2回程度放送された。
- 「夕顔 金曜午後5時の主婦たち」は、主婦の悩みをミニドラマで紹介。ドラマ終了後、スタジオ出演者がその解決策などをトークしたり、これらの悩み解決に役立つ生活情報を紹介した。2021年12月3日より、男性（夫）の立場に配慮した形の内容が放送されるようになり、タイトルも「夕顔 金曜午後5時のドラマ」に変更された。
- 「もやドラ」は2023年6月2日から放送。高瀬が出演している『美輪明宏 愛のモヤモヤ相談室』とのコラボコーナーで、家庭内でモヤモヤするようなことをミニドラマで紹介。このモヤモヤに対して、美輪と高瀬がトークを行った。
  - 2021年6月18日に放送された後、前述の東京オリンピック・パラリンピック中継期間を挟んでしばらく放送が無かったが、11月5日に約5か月ぶりに放送された。なお、2024年2月16日は美輪と高瀬のトークは行われなかった。

全国放送されないけど自慢 → 全国放送されないけどじまん（おおむね月2回程度放送された）
- 『NHKのど自慢』のタイトルパロディ。NHKの地方局2局の職員が、それぞれのローカルで放送されたニュースの中から全国放送したいニュースを紹介して、実際に当番組内で全国放送された。職員（ディレクター、記者など）は、それぞれの地域からの中継で伝えた。それぞれのニュースに対し、よかったか、面白かったかを小籔orゲストが合否判定した（合否による賞罰などは無かった）。オープニングや、合否の音は本家同様であったが、当番組ではミニチュアの鉄琴で小籔orゲスト自らが鳴らした。
  - パイロット版では「全国放送されない自慢」のタイトルで行われた。NHKの地方局2局の職員が大阪拠点放送局に来局し、全国放送したいニュースを持ち込んで30秒間のプレゼントを行った。このプレゼントを受けて小籔が判定して、選ばれた方の局のニュースのみ放送された。選ばれなかった局の職員は強制退場させられ、持って来たニュースは、お蔵入りとなった。
- 本家では2023年4月2日からタイトルロゴが『NHKのどじまん』に変更されたのに合わせ、当コーナーも同月14日からは「全国放送されないけどじまん」に変更され、キャラクターのスズメもデザイン変更後のもの（「の」の文字が入っているもの）になった。

Beyond 1970万博（不定期）
- 2022年4月15日から放送。2025年に、当番組を制作している地元大阪で開催予定の「2025年日本国際博覧会（大阪・関西万博）」に因み、その前に大阪で行われた1970年の「日本万国博覧会（大阪万博）」を、当時の貴重映像などで振り返る企画。

週替わり企画
- 関西からの中継などが、不定期に行われた。2021年6月18日は、中継レポーターが石橋の夫である北嶋右京アナウンサーであり、夫婦共演が実現した。

〇〇のイチマイ
- 2021年6月4日から2023年3月10日までのエンディングで放送。タイトルの「〇〇」には、撮影した出演者の名前が入った。武田が自ら自転車で大阪の至る所を撮影した写真を紹介する「タケタのイチマイ」、石橋が撮影した写真を紹介する「オアサのイチマイ」、塩見が撮影した写真を紹介する「シオミのイチマイ」があった。

## 出演者
断りのない限り、NHKアナウンサーは、当番組出演当時大阪放送局所属アナウンサー。
MC（キャスター）
- 武田真一（NHKアナウンサー、大阪放送局所属→フリーアナウンサー。2021年3月5日 - 2023年3月10日[46]）-「KINGOZIN」、およびミニ番組「わが町の偉人File"KINGOZIN"」のナレーターも担当。
  - 2022年11月4日は欠席のため、近田雄一（NHKアナウンサー）が代役を務めた。
  - 2023年2月2日に、月末で早期定年退職制度利用によりNHKを退職することが大阪放送局から発表された[47][48]。なお、退職後も3月3日と10日に外部出演者として出演した[注 11][46]。
- 高瀬耕造（NHKアナウンサー。2023年4月14日[注 12] - 2024年3月8日）[8]
- 石橋亜紗（NHKアナウンサー。2021年3月5日 - 2023年7月7日）※産休により出演休止中の状態で放送終了。
石橋の代役（当時、大阪放送局所属アナウンサー）
  - 井田香菜子（2021年7月2日） - 令和2年7月豪雨で大きな被害のあった熊本県人吉市からの中継のため「全国放送されないけど自慢」の代役。なお「IPPOU」は塩見が担当。
  - 武田真一（2022年4月15日）- 熊本地震から6年の節目である熊本県南阿蘇村からの中継のため「IPPOU」も武田が担当。
  - 一柳亜矢子（2022年7月29日、2023年7月28日、10月6日、12月15日）- 2022年は夏休み、2023年は産休のため。
  - 渡邊佐和子（2022年8月5日、2024年1月12日）- 2022年は夏休み、2024年は産休のため（「キンゴジン」は後述する高橋が担当）。
  - 鹿島綾乃（2023年8月4日）- 産休のため。
  - 後藤佑季（2023年8月25日）- 同上。
  - 田代杏子（2024年3月8日）- 同上。

石橋の代役（当時、大阪放送局以外所属アナウンサー、またはNHKアナウンサー以外の人物）
肩書きについても、当時のものを記載。
  - 塩見泰子（気象予報士。2021年7月2日、2023年9月8日、29日）- 2021年は前述の中継（「IPPOU」の代役）のため、2023年は産休のため。石橋産休時の代役の際はいずれもアナウンサーの代役は置かず、塩見が「IPPOU」と気象解説を掛け持ちで担当。9月8日は台風13号関連のニュースを扱うため、29日は「IPPOU」のOSK日本歌劇団ロケ（連続テレビ小説「ブギウギ」放送開始記念）に高瀬と同行。
  - 岩槻里子（京都放送局所属。2023年9月1日、2024年2月9日）- 産休のため。
  - 桂二葉（落語家。2023年10月13日、12月8日）- 産休のため。この日はアナウンサーの代役は置かず、当日ゲストの1人であった桂二葉が「IPPOU」の進行を掛け持ちで担当。2024年1月5日にもゲスト出演しているが、この日は令和6年能登半島地震関連などの特別編成に伴い「IPPOU」含め代役は担当していない。
  - 塩﨑実央（高松放送局所属。2023年10月20日）- 産休のため。
  - 高橋沙織（アルミカン）（2023年10月27日、11月10日、2024年1月12日）- 産休のため。この日はアナウンサーの代役は置かず、当日ゲストの1人であったアルミカン高橋が「IPPOU」（10月27日は加えて「Beyond 1970万博」）の進行を掛け持ちで担当。2024年1月12日は番組自体のゲスト出演ではないものの「キンゴジン」の進行のみ高橋が担当した。
  - 松本真季（岡山放送局所属。2023年12月1日）- 産休のため。
  - 田津原理音（2023年R-1グランプリ優勝者。2023年12月22日）- 産休のため。この日はアナウンサーの代役は置かず、当日ゲストの1人であった田津原が「IPPOU」の進行を掛け持ちで担当。

コメンテーター
- 小籔千豊 - パイロット版、およびレギュラー放送後は隔週出演[49]
- 関西所縁のゲスト1名（小籔が出演しない週の場合、以下のいずれかが不定期出演）
  - アンミカ（大阪府育ち）[注 13]
  - 南野陽子（兵庫県出身）
  - 本上まなみ（大阪府茨木市出身京都府在住）
  - 田畑智子（京都府出身）[注 14]
  - 濱田マリ（兵庫県出身）
  - すっちー（大阪府出身）
  - 丘みどり（兵庫県出身）
  - 桂二葉（大阪府出身。前述のMC代役経験あり）
  - 高橋沙織（アルミカン）（兵庫県育ち。前述のMC代役経験あり）
  - 田津原理音（奈良県出身。前述のMC代役経験あり）
  - 松嶋尚美（大阪府出身）
  - 伊原六花（同上）
- 上記ゲストの他、大阪放送局制作の全国放送番組の出演者がゲスト出演する場合もあった。
  - さだまさし（連続テレビ小説『カムカムエヴリバディ』）
  - 高橋克典（連続テレビ小説『舞いあがれ!』）
  - 仁村紗和（NHKスペシャル「南海トラフ巨大地震」）

気象キャスター
- 塩見泰子（気象予報士。2021年3月5日 - 2024年3月8日）※代役は坂下恵理または垂水千佳。
  - 17時57分 - 18時の気象情報は、各地の気象予報士が担当。

ニュースナレーター
- 池田伸子（NHKアナウンサー、東京アナウンス室所属。2023年4月14日 - 2024年3月1日[注 17]）

ニュースリーダー・ナレーター（当時東京アナウンス室所属のNHKアナウンサー）
- 三條雅幸（ニュースリーダー。2021年3月5日 - 2022年4月1日[注 18]）
- 栗原望（16時50分からのニュースナレーター。2021年3月5日 - 2022年4月1日）
- 糸井羊司（ニュースリーダー、17時からのニュースナレーター。2022年4月8日 - 2023年3月31日、2024年3月8日[注 19]）

ナレーター
- ヒューマン中村 -「IPPOU」を担当した。
  - 番組開始から約3年後の、2024年2月2日放送で初めてコメンテーターとしてスタジオ生出演（令和6年能登半島地震の被災地である、石川県七尾市出身であることから）。
  - 「KINGOZIN」→「キンゴジン」では、MC以外の大阪放送局所属アナウンサーが週替わりで担当した[注 20]。

コーナーレギュラー
- 美輪明宏 -「もやドラ」での、高瀬との対談相手（事前収録で、生放送には出演しなかった）。

## テーマソング
- Creepy Nuts -「風来」（本放送）[52]
- 「かつて天才だった俺たちへ」（パイロット版）[53]